# Akissi Monney
Akissi Monney (25 de agosto de 1979) es una deportista marfileña que compitió en judo. Ganó cuatro medallas en el Campeonato Africano de Judo entre los años 1998 y 2002.

## Palmarés internacional
| Campeonato Africano | Campeonato Africano | Campeonato Africano | Campeonato Africano |
| Año                 | Lugar               | Medalla             | Categoría           |
| ------------------- | ------------------- | ------------------- | ------------------- |
| 1998                | Dakar (Senegal)     | Medalla de bronce   | –78 kg              |
| 2000                | Argel (Argelia)     | Medalla de plata    | –78 kg              |
| 2001                | Trípoli (Libia)     | Medalla de bronce   | –78 kg              |
| 2002                | El Cairo (Egipto)   | Medalla de bronce   | –78 kg              |